# 東村氏
東村氏（ひがしむらし）は、東村範兼 が創始した  氏族。

## 概要
東村範兼を祖とする一族。「村」は村(邑)を表す。「東」は方角を表す。
ルーツは、広島県の安芸地方である。
または、現三重県北西部である伊賀の豪族、宇多天皇の皇子敦実親王を祖とする源氏（宇多源氏）佐々木氏流がある。ほか香宗我部家に仕える臣下、現京都府北西部と兵庫県東部である丹波などにもみられる。
現在、関西地方や、九州地方に多く分布している。

## 安芸東村氏
安芸東村氏家系図
安芸で栄えた家系。
東村範兼－吉泰－資泰－宗忠－宗澄=頼忠=
保忠－貞通－相道→
初代    範兼(のりかね)
二代    吉泰(よしやす)
三代    資泰(もとやす)
四代    宗忠(むねただ)
五代    宗澄 (むねすみ)
六代    頼忠(よりただ)
七代    保忠(やすただ)
八代    貞通(さだみち)
九代    相道(あいどう)